# Bailleul-la-Vallée
Bailleul-la-Vallée je francouzská obec v departementu Eure v regionu Normandie. Žije zde 97 obyvatel.

## Vývoj počtu obyvatel
Počet obyvatel 